# Psammodromus
Psammodromus (піщана ящірка) — рід ящірок родини ящіркових (Lacertidae). Представники цього роду мешкають у Середземномор'ї, на території Південної Європи та Північної Африки.

## Види
Рід Psammodromus нараховує 6 видів:
- Psammodromus algirus (Linnaeus, 1758)
- Psammodromus blanci (Lataste, 1880)
- Psammodromus edwarsianus (Dugès, 1829)
- Psammodromus hispanicus Fitzinger, 1826
- Psammodromus microdactylus (Boettger, 1881)
- Psammodromus occidentalis Fitze et al., 2012

## Етимологія
Наукова назва роду Psammodromus походить від сполучення слів дав.-гр. ψαμμος — пісок і δρομος — бігун.